# 1893.
◄ | 18. stoljeće | 19. stoljeće | 20. stoljeće | ►
◄ | 1860-ih | 1870-ih | 1880-ih | 1890-ih | 1900-ih | 1910-ih | 1920-ih | ►
◄◄ | ◄ | 1890. | 1891. | 1892. | 1893. | 1894. | 1895. | 1896. | ► | ►►
Arhitektura • Astronomija • Biologija • Film • Fotografija • Glazba • Kazalište • Kemija • Kiparstvo • Knjige • Književnost • Kršćanstvo • Meteorologija • Medicina • Planinarstvo • Politika • Pravo • Promet • Slikarstvo • Strip • Šport • Znanost • Zrakoplovstvo • Željeznički promet

## Događaji
- osnovani su Čakovečki mlinovi, hrvatska tvrtka za proizvodnju i promet prehrambenim proizvodima[1]
- u Pivovari Daruvar počinje se proizvoditi Staročeško pivo[2]

## Rođenja

### Siječanj – ožujak
- 28. siječnja – Aleksa Benigar, slovensko-hrvatski svećenik († 1988.)
- 10. veljače – Bill Tilden, američki tenisač († 1953.)

### Travanj – lipanj
- 16. travnja – Ante Antić, hrvatski franjevački svećenik († 1965.)
- 29. travnja – Harold Clayton Urey, američki kemičar († 1981.)
- 8. svibnja – Ivo Pevalek, hrvatski botaničar († 1967.)
- 28. svibnja – Mina Witkojc, donjolužička pjesnikinja  († 1975.)
- 21. lipnja – Lav Mirski, hrvatski dirignet († 1968.)
- 30. lipnja – Walter Ulbricht, njemački političar i državnik († 1973.)

### Srpanj – rujan
- 7. srpnja – Miroslav Krleža, (hrvatski književnik († 1981.)
- 19. srpnja – Vladimir Vladimirovič Majakovski, ruski književnik († 1930.)
- 7. kolovoza – Vlaho Paljetak, hrvatski šansonijer i skladatelj († 1944.)
- 17. kolovoza – Mae West, američka filmska glumica († 1980.)
- 16. rujna – Albert Szent-Györgyi, mađarski znanstvenik, nobelovac († 1986.)

### Listopad – prosinac
- 18. listopada – George Ohsawa, japanski filozof i makrobiotičar († 1966.)
- 22. listopada – Ernst Öpik, estonski astronom i astrofizičar (* 1985.)
- 3. studenog – Edward Adelbert Doisy, američki biokemičar, nobelovac († 1986.)
- 8. studenog – Martin Matošević, hrvatski glumac († 1967.)
- 25. studenog – Jula Ivanišević, hrvatska katolička redovnica, mučenica i blaženica († 1941.)
- 4. prosinca – August Cesarec, hrvatski književnik († 1941.)
- 7. prosinca – Fay Bainter, američka filmska glumica († 1968.)

### Nepoznat datum rođenja
- Chaim Soutine, bjelorusko-židovski slikar († 1943.)

## Smrti

### Siječanj – ožujak
- 17. siječnja – Rutherford B. Hayes, 19. predsjednik SAD-a (* 1822.)
- 17. ožujka – Ljudevit Vukotinović, hrvatski književnik i znanstvenik (* 1813.)

### Travanj – lipanj
- 4. svibnja – Mirko Bogović, hrvatski književnik (* 1816.)
- 19. svibnja – Đuro Pilar, hrvatski geolog (* 1846.)

### Srpanj – rujan
- 23. srpnja – Ivan Berlaković, gradišćanskohrvatski pisac i svećenik (* 1838.)

### Listopad – prosinac
- 6. studenog – Petar Iljič Čajkovski, ruski skladatelj (* 1840.)

## Vanjske poveznice
|  | Zajednički poslužitelj ima još gradiva o temi 1893. |